# Aqueduc de Reims
L' aqueduc romain de Reims est un ouvrage hydraulique, d'adduction d'eau, qui alimentait, du Ier au IVe siècle, Durocortorum (Reims) en eau potable : les thermes sous la cathédrale et des fontaines publiques.

## Histoire
L'aqueduc est construit par les Romains  aux alentours de l'an 20 de notre ère.
Son utilisation a cessé au cours du IVe siècle.
Une majeure partie de la maçonnerie a été réutilisée pour d'autres constructions. Si les dalles de fonds n'ont pas été localisées, les pierres de radier, les briques furent employées dans l'édification des églises de Prunay, Baconnes, Prosnes et Auberive, d'un mur de la ferme de la Pompelle. Il n'en reste que quelques parties souterraines non accessibles et non visitables en plus de vues aériennes qui permettent d'en situer le parcours.
Le tracé de l'aqueduc est resté présent dans la mémoire locale, qui y récupérèrent des matériaux aux Xe et XIe siècles, mais aussi au XIXe pour des maisons, chemins. Le tracé restait visible lors de la montée des blés. Des érudits locaux comme J. Lacatte-Joltrois, Louis Paris le mentionnèrent, Narcisse Brunette proposait même la réutilisation des infrastructures restantes pour alimenter la ville de Reims en eau potable. Ernest Kalas mettait au jour un réservoir, déversoir aux Essiarts lors de l'édification du parc de Champagne.

## Description
Les canalisations sont de section en forme de U évasé ou simplement carrée, selon les endroits. Cette forme de U permet à l'eau de circuler correctement avec une dénivellation moyenne de 0,4 m par km.
Il est haut de 1,60 cm et large, au fond, de 60 cm avec un sommet en arche ronde.
En alternance, il parcourt la plaine via un tunnel lorsque la profondeur est supérieure à 5 m, dans une tranchée ailleurs. Les estimations actuelles sont d'une excavation de 220 000 m3 de craie, plus de 40 000 dalles de fond pour la base de l'aqueduc et des milliers de briques pour les pieds-droits. L'importation de plusieurs tonnes de galets de silex rose. 

### Débit
L'estimation du débit fourni par l'aqueduc à la ville est de  23 000 m3 par jour.
La circulation de l'eau est régulée en maîtrisant la dénivellation et par des bassins de décantation. Au début de l'aqueduc, un bassin de captation est construit avec des vannes pour en réguler le débit.

### Parcours

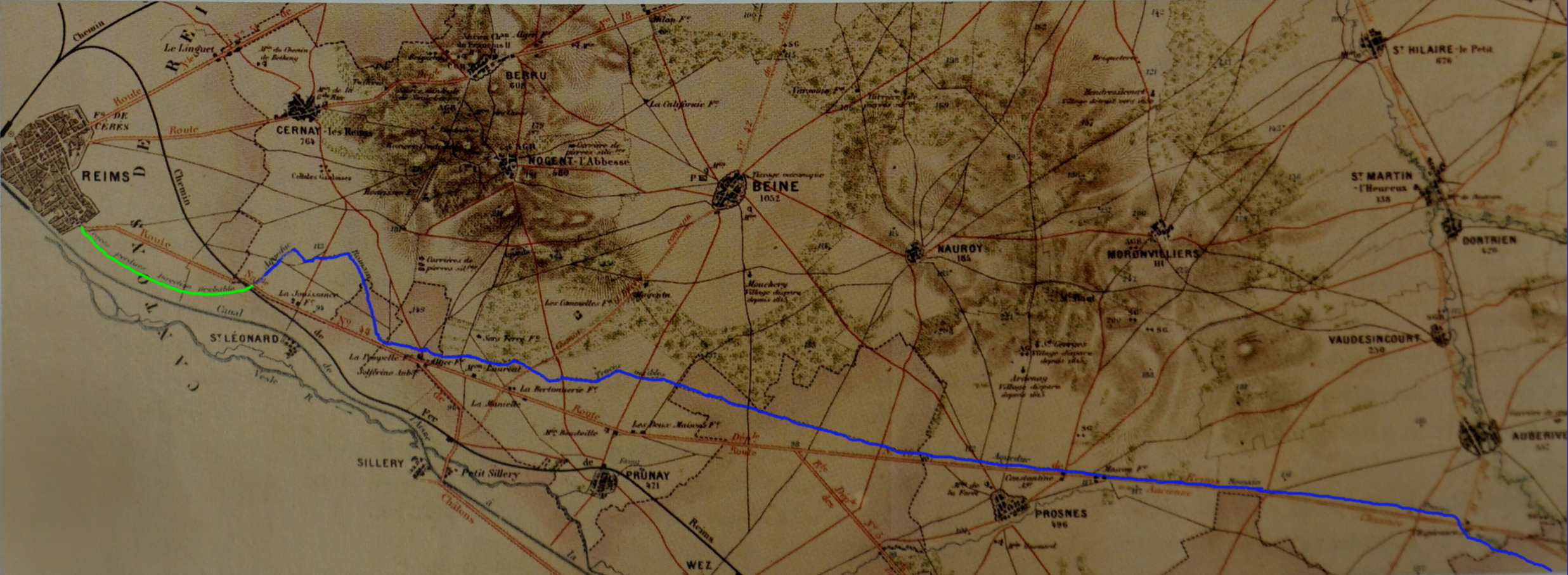
En bleu sur une carte de 1874 par Poinsignon.

L'aqueduc parcourt les communes suivantes, de l'amont vers l'aval :
- Jonchery-sur-Suippe 125 m,
- Saint-Hilaire-le-Grand,
- Aubérive, deux tunnels au niveau de la ferme de l'Espérance et du Bois-du-Puits, une section est de pente négative, passage de 115 m à 115,66 m,
- Prosnes,
- Val-de-Vesle,
- Beine-Nauroy,
- Val-de-Vesle,
- Prunay,
- Nogent-l'Abbesse,
- Prunay,
- Puisieulx, sur ses deux dernières communes, le passage est en souterrain à la Ferme d'Alger,
- Saint-Léonard,
- Cernay-lès-Reims,
- Saint-Léonard,
- Reims,  102,5 m au parc des expositions.

## Archéologie
Une première mention est faite le 15 décembre 1819 par une lettre de M. Moët. Elle est confirmée au cours du XIXe siècle, de façon fortuite lors de travaux visite de M. Paris ou fouilles de M. Henry en 1910 sur la prise d'eau. Mais les travaux de fouilles et de détection ne se concrétisent que lors du dernier tiers du XXe siècle par une association, le GEACA puis par l'INRAP actuellement, avec de l'archéologie préventive lors de la construction du parc des expositions de Reims et de la Cité de l'automobile.

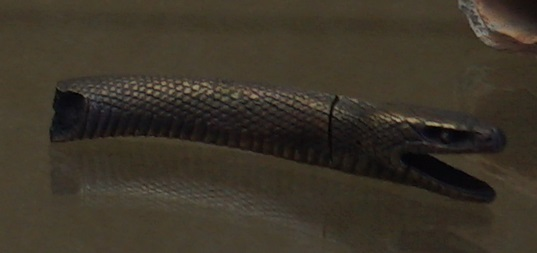
Partie de fontaine,
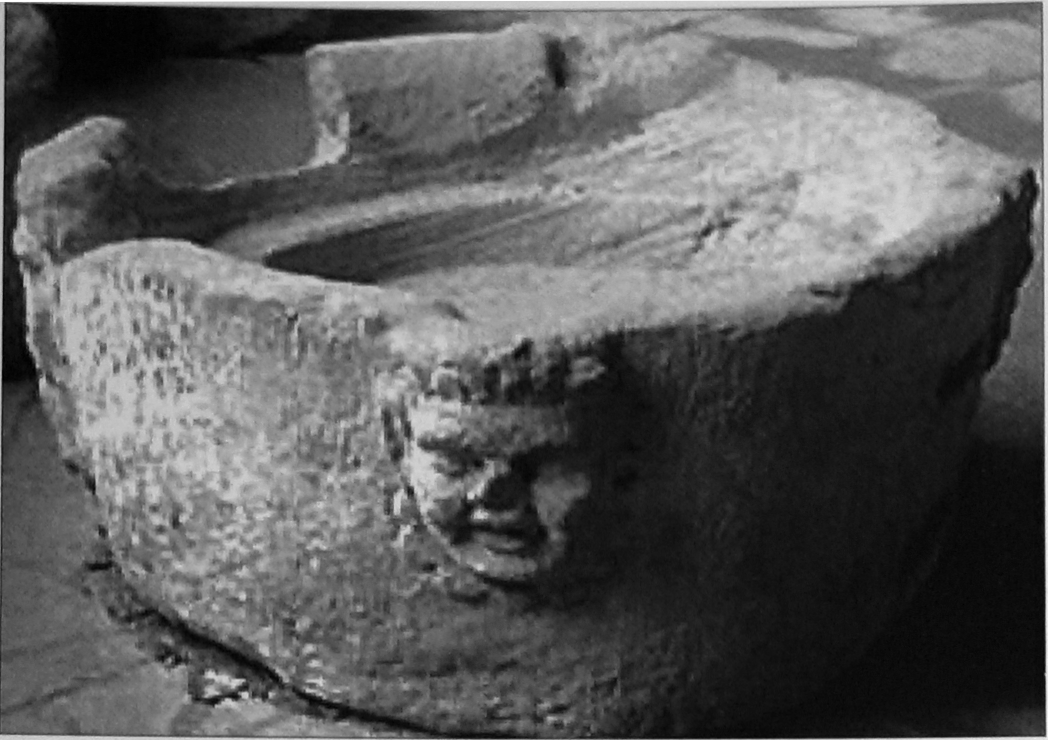
et une vasque,
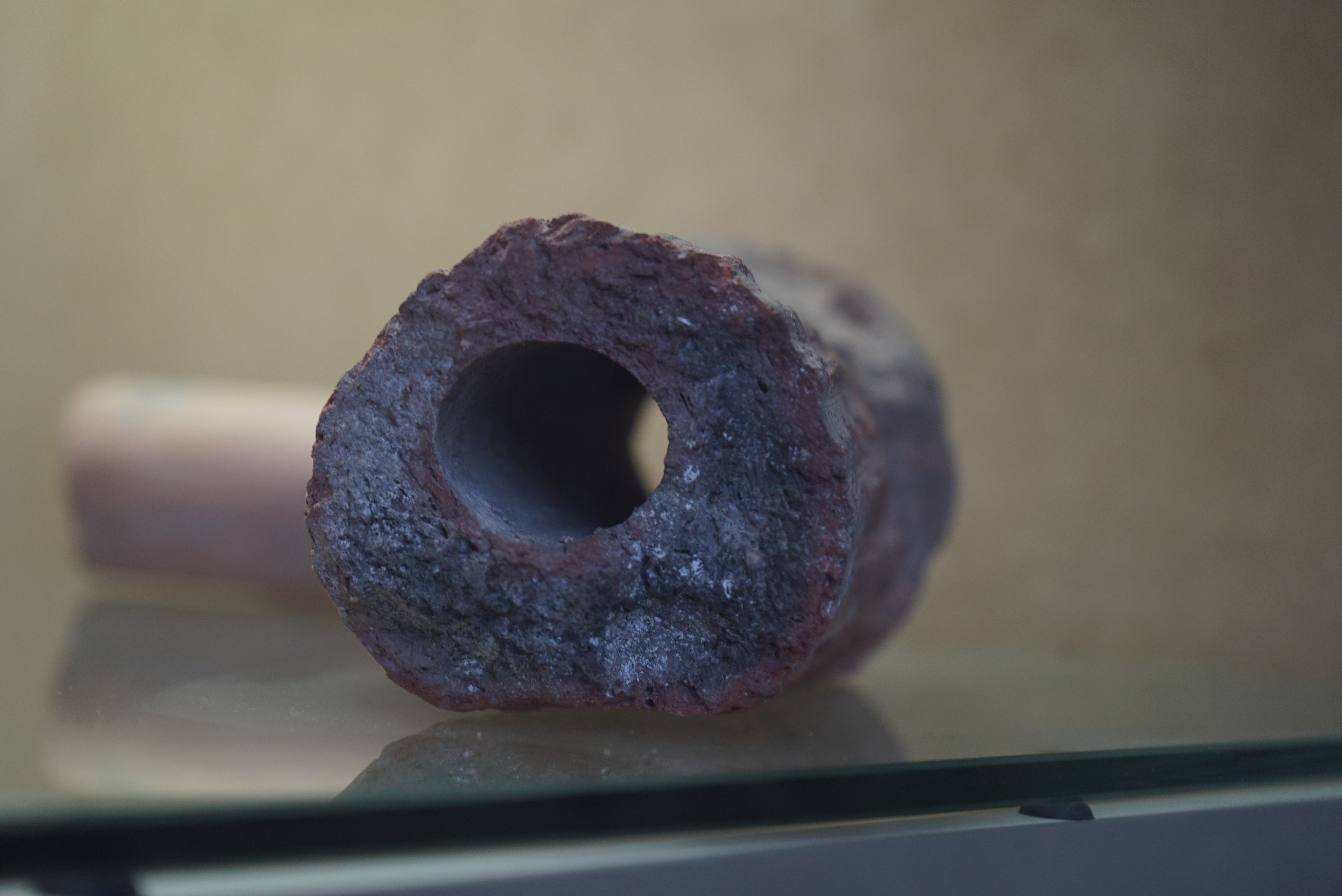
tuyau de plomb.

### Parcours
A. Savy en proposait un premier tracé en 1859 puis par Poinsignon en 1878. Le tracé actuel, malgré les fouilles et les prises de vue aériennes garde encore quelques parties supposées, le tracé suivant les courbes de niveau est très sinueux surtout dans la partie Pompelle/Reims.